# C16
A C16 vagy PKRi egy gyógyszer, a kétszálú RNS-függő protein kináz R (PKR) enzim szelektív gátlója. Hatásosan gátolja a PKR működését in vivo, állatkísérletek pedig neuroprotektív és nootropikus hatását igazolták.

## Fordítás
Ez a szócikk részben vagy egészben  a   C16 (PKR inhibitor) című angol Wikipédia-szócikk ezen változatának fordításán alapul.  Az eredeti cikk szerkesztőit annak laptörténete sorolja fel. Ez a jelzés csupán a megfogalmazás eredetét és a szerzői jogokat jelzi, nem szolgál a cikkben szereplő információk forrásmegjelöléseként.